# USS Vestal (1913)
De USS Vestal (AR-4) was een Amerikaanse reparatieschip van de Amerikaanse Pacific-vloot in Pearl Harbor. Vanaf 6 december 1941 lag ze naast de USS Arizona (BB-39) voor herstelwerkzaamheden aan dit slagschip. Tijdens de aanval van de Japanse Keizerlijke Marine-Luchtmacht op 7 december, lag ze daar nog toen het slagschip hevig en catastrofaal werd beschadigd door vliegtuigbommen.

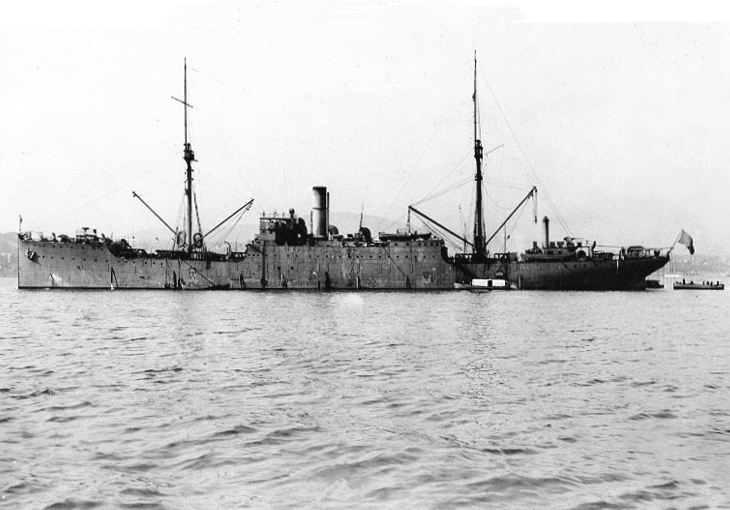
USS Vestal (AR-4)

## Geschiedenis
Het Amerikaanse marine-reparatieschip USS Vestal (AR-4) lag ten tijde van de Japanse aanval aangemeerd langzij de bakboordzijde van het slagschip USS Arizona (BB-39) op de morgen van 7 december 1941. De Japanse aanval was vooral geconcentreerd op de Battleship Row, de grote slagschepen die in dubbele afmeerlinie lagen bij het Ford Island. Rond 08.00 uur begon de aanval op de Amerikaanse Pacific-vloot die zo'n verrassingsaanval niet verwacht hadden. Torpedovliegtuigen en bommenwerpers lanceerden hun bommen en torpedo's op de schepen. De Japanners hadden elk hun eigen schepen toegewezen gekregen, maar sommigen vergisten zich daarmee. Zo werden kruisers als slagschepen gezien, zoals dat bij de zware kruiser USS Helena (CA-75) het geval was.
De USS Vestal ontving tijdens de aanval twee treffers van bommen en kreeg bovendien ook nog eens averij van de exploderende USS Arizona. Brokstukken van het slagschip vlogen in het rond zodat het reparatieschip mede in de klappen deelde. Het verhakkelde en brandende slagschip noodzaakte de USS Vestal om zo vlug mogelijk te vertrekken van de onheilsplaats. Kapitein-ter-Zee Cassin Young, commandant van de Vestal, beval om 08.30 uur de trossen los te gooien en onmiddellijk te vertrekken naar een andere plaats in de marinehaven.
De beschadigde USS Vestal voer verder weg door de haven en wierp op een geschikte ankerplaats haar anker uit. Een van de bommen had haar achterschip -stuurboord vol getroffen en zij begon daardoor serieus water te maken. Het binnenstromende water kon niet afdoende onder controle gehouden worden, mede ook door de al 33 jaar oude scheepshuid. Deze was ook al beschadigd door de ontploffende USS Arizona. Dienovereenkomstig lichtte ze haar anker en commandant Cassin Young liet zijn schip vervolgens aan de grond lopen bij Aiea Shoal in de noordoostelijke hoek van de haven.
De USS Vestal werd midden februari 1942 hersteld. Ze keerde terug in actieve dienst als serviceschip voor de schepen in de haven van Pearl Harbor. Hiermee kon ze de beschadigde oorlogsschepen terzijde staan die nog hersteld moesten worden, waaronder onder andere de USS Oklahoma (BB-37). Later kreeg de USS Vestal orders zich naar andere oorlogsgebieden te begeven.
Na de grote herstellingen te Pearl Harbor vertrok de USS Vestal op 12 augustus 1942 naar de Zuid-Pacific. Ze zette koers naar Tongatapu op de Tonga-eilanden. Twee weken later arriveerde ze op 29 augustus op het juiste moment - een maand na Operatie Watchtower - voor de invasie op de Salomonseilanden. In de periode daarna probeerden de Japanners de Amerikanen en hun geallieerde bondgenoten - Nieuw-Zeeland en Australië - te verdrijven van Guadalcanal, met een groot aantal zeeslagen tot gevolg.
Gedurende Vestal's 60 dagen te Tongatapu verrichtte haar bemanning 963 reparatiewerken op 58 schepen en 4 oever- en strand activiteiten. Inbegrepen waren de herstellingen uitgevoerd vanwege oorlogsschade bij het Amerikaanse vliegdekschip USS Saratoga (CV-3) (die getorpedeerd werd door de Japanse onderzeeër I-6 op 31 augustus 1942), de USS South Dakota (BB-75) (beschadigd door aan de grond te lopen te Lahaï Passage, Tonga Eilanden, op 6 september), en de USS North Carolina (BB-55) (torpedo averij op 15 september). Daar was de USS Vestal machteloos tegen. Het droogdok kon deze reparaties wel uitvoeren.
Een van de bewerkelijkste en lastigste werken was de reparatie van de USS South Dakota. Het slagschip was aan de grond gelopen op een niet in kaart gebrachte rif. Met hoog tij werd ze van het rif getrokken en naar Tongatapu gesleept voor de dringende herstellingen aan de romp.
De duikers van de USS Vestal begonnen hun duik- en herstellingswerk om 16.00 uur op 6 september om aldus de gescheurde naden van het schip dicht te lassen. Met slechts zes duikers werkten ze en herstelden de naden zo goed als mogelijk. Tegen 02.00 uur rapporteerden ze dat de voornaamste beschadiging een ernstige scheur van ongeveer 150 voet (ongeveer 45 meter) lengte was, onder de scheepsbodem. De volgende morgen (8 september) werkten Vestal's herstellingswerkers, tezamen met de slagschipbemanning aan het verder herstellen van de averij. Het schip werd zo goed mogelijk opgelapt, teneinde het veilig te kunnen laten terugkeren naar de Verenigde Staten voor een verdere en grondige herstelling in een droogdok.
Daarna herstelde de USS Vestal nog vele schepen, zoals de vliegdekschepen USS Saratoga, USS Enterprise (CV-6) "Big E", en vele andere oorlogsschepen tot het einde van de Tweede Wereldoorlog. In 1946 werd ze definitief uit actieve dienst genomen en opgelegd. Zo eindigde haar loopbaan in juli 1950 zelf onder de sloophamer na 41 jaar actieve dienst.

## Beschrijving
In dienst als USS Vestal (werkschip nº 1) op 4 oktober 1909.
Voorlopig uit dienst genomen, op 25 oktober 1912 en omgezet en verbouwd tot reparatieschip voor de Amerikaanse Marine.
Terug in actieve dienst als USS Vestal (Fleet-Repairship nº 4) op 3 september 1913.
Aangeduid als USS Vestal AR-4 op 17 juli 1920.
Uit actieve dienst genomen op 14 augustus 1946.
Opgelegd wegens ouderdom op 25 september 1946.
Verkocht voor de afbraak naar de sloop op 28 juli 1950.

## USS Vestal (AR-4)
- Klasse: Geen klassenaam
- Type: Reparatieschip US Navy
- Werf: New York Navy Yard (New York, New York, USA)
- Gebouwd: 25 maart 1907
- Te water gelaten: 19 mei 1908
- In dienst: 14 augustus 1909
- Einde dienst: 14 augustus 1946
- Einde loopbaan: 28 juli 1950 (gesloopt)

### Technische gegevens
- Lengte: 466 voet - 142 meter
- Breedte: 23,67 meter
- Snelheid 16 knopen
- Waterverplaatsing: 12.585 BRT

### Bewapening
- 2 x 125 mm mitralleurkanonnen (brugvleugel)
- 2 x 75 mm mitralleurkanonnen (brugvleugel)
- 2 x 30 cm Lewis-snelvuurkanonnen